# Забранен град
Забраненият град (на китайски: 紫禁城; пинин: Zǐjinchéng) е укрепен район на китайския императорски дворец в центъра на Пекин, Китай. 
Използван е в периода от средата на управлението на династията Мин (1368 – 1644) до края на управлението на династията Цин (1644 – 1912). Понастоящем е със статут на дворец-музей. За почти 5 века Забраненият град е дом на императора и неговото семейство, както и церемониален и политически център на китайското правителство.

## Наименование
Пълното име на града е „Пурпурен забранен град“ (китайски: 紫禁城 пинин: Zǐjinchéng). Името „Дзъ дзин чън“ е дума с много значения. Дзъ (Zi, или „пурпурно“) в случая се отнася за Полярната звезда (китайски: 紫微星 пинин: Zǐwēi Xīng, буквален превод: малка пурпурна звезда). Според традиционната китайска астрология Полярната звезда е дом на небесния император, а нейната система (китайски: 紫微垣; пинин: Zǐwēiyuán) е царството на небесния император и неговото семейство. Дзин (Jin, или „забранен“) отразява факта, че никой не може да влиза или напуска двореца без разрешението на императора. Чън (Cheng) означава град обграден от стени.
Манджурите наричат града Dabkūri dorgi hoton (на манджурски: ), което буквално гласи „Вътрешен многопластов град“.
Най-общо името „Забранен град“ произтича от факта, че от самото начало достъпът до града е бил забранен за външни лица, а всяко нарушение на забраната се наказвало със смърт.
Днес комплексът се нарича „дворец-музей“ (故宫博物院, Gùgōng Bówùyùan), както и „бивш дворец“ (故宫, Gùgōng – Гугун).

## История
Строежът на Забранения град започва по нареждане на Мин Юнлъ, третия император от династията Мин, управлявал от 1403 до 1423 г. На същото място в миналото се е намирал дворецът на монголския владетел Кубилай хан, за чието великолепие се разказва в „Пътешествията на Марко Поло“.
От 1406 до 1420 г. 100 хил. майстори и милиони работници изграждат 800 двореца, 75 административни сгради, множество библиотеки, храмове, ателиета, павилиони, беседки и свързващите ги пътеки, градини и дворове. Строен в продължение на 14 години, той е истински град в града, отделен от външния свят с 11 м висока, 8,62 м широка и 3400 м дълга правоъгълна червена стена, заобиколена с широк 52 м и дълбок 6 м крепостен ров с вода, наричана „Златна вода“. Броят на стаите е ограничен до 9999, защото според китайците числото 10 000 символично представлява „безкрайност“, а и само боговете можели да притежават дворец с 10 000 стаи. Дворцовият комплекс обхваща 720 хил. м2, от които 150 хил. м2 изградена площ и е пример за традиционна китайска дворцова архитектура.
След завършването на комплекса император Мин Юнлъ премества столицата от Нанкин в Пекин. В периода от 1420 до 1911 г. Забраненият град е административен център на държавата, дом на 24 императора от династиите Мин и Цин, техните семейства и обслужващ персонал. През 1644 г. избухват бунтове, последният император на династия Мин се самоубива, а начело на Кралство Китай за 267 г. напред застава династията Цин.

Властта на императорите приключва със Синхайската революция от 1911 г. На 1 януари 1912 г. е провъзгласена Република Китай с първи президент Сун Ятсен. 6-годишният по онова време император Пу И е принуден да абдикира. 
Новият политически режим позволява на императора да задържи титлата си и да остане да живее (но вече като затворник) във вътрешния двор на Забранения град. Външният двор става резиденция на националистите от Гоминдана и е обществено достъпен.
След години на политическа нестабилност през 1924 г. военният диктатор Фън Юсан организира преврат и поема контрола над Пекин. Фън Юсан денонсира споразумението с императорския дом и експулсира Пу И от Забранения град, лишавайки го от всичките му титли и обявявайки го за обикновен гражданин на републиката. Достъпът до целия комплекс се отваря за обществеността, а Забраненият град получава статут на дворец-музей. Бившият император Пу И умира през 1967 г. като градинар в пекинските ботанически градини.
Заплахата от японска инвазия през 1933 г. принуждава китайското правителство да осигури безопасно хранилище за музейните експонати извън страната. В края на Втората световна война част от колекцията е върната в Забранения град, но друга остава в Тайван. От 1965 г. тя е изложена в Националния дворец-музей в Тайпе.
От тераса с изглед към Портата на небесното спокойствие в Забранения град, на 1 октомври 1949 г. председателят Мао Дзъдун провъзгласява Народна република Китай. Днес на портата е поставен портрет с лика на „Великия кормчия“.
Забраненият град е част от комплекса Императорски дворци на династиите Мин и Цин в Пекин и Шънян, включен в списъка на световното културно наследство на ЮНЕСКО през 1987 г. Той е най-голямата древна дървена конструкция в света.

## Архитектура
Задачата, поставена пред главните архитекти на строежа – Цай Син и евнухът Жуан Ан, и главните инженери – Куай Сян и Лу Сян, е да създадат (в съответствие с принципите на фън шуй) архитектурен шедьовър, символ на хармонията във Вселената, достоен дом за Сина на небето (Тзян-цзъ). Композицията е ориентирана по оста север-юг и стриктно спазва принципа на симетрия, като зданията от централната ос са високи и величествени, а тези, които са встрани, са сравнително ниски и скромни. Първите гледат на юг – „свещената“ за китайците посока на благословеното слънце. Сградите в двореца са изрисувани с изящна комбинация от цветове, а почти всички покриви са покрити със специална жълто-кафява глазура, напомняща злато.

### Дизайн
Дизайнът на Забранения град, от неговото цялостно оформление до най-малката подробност, символизира величието на имперска сила. Дворецът е разделен на мъжка и женска част – Ин-Ян. Ян е мъжката част с парадните зали, разположени по оста север-юг. Черната точка на Ин в мъжката половина е павилионът на императрицата, където тя се е намирала по време на големи празници и церемонии. В женската част са жилищните помещения на императора и неговото семейство, а бялата точка Ян е спалнята на самия император. 

### Кули
В четирите ъгъла на стената на Забранения град се намират 4 кули („Д“) със сложно изградени покриви. Някога за обикновените хора тези кули са били най-видимите части от комплекса.

### Покриви
Покривите са декорирани с линия от митични фигури, предвождани от страж, качен върху птица. Те трябвало да плашат злите духове, които, според вярванията на китайците, влизали в сградите именно оттам. Броят на статуетките се определя от важността на зданието. Единствено Залата на висшата хармония има 10, което я прави уникална за Забранения град.

### Порти
Главният вход на Забранения град е Южната (Медианова) порта („А“; 午門; Wǔmén – Умън). Тя обгръща в полукръг Площада на събранията. На север се намира Портата на бойния дух („Б“; 神武门; Shénwǔmén – Шънумън, буквален превод: Божествена военна сила), която разделя града от парка Дзиншан. Останалите две се наричат съответно Западна порта на славата („В“) и Източна порта на славата („Г“). Разстоянието между първите 2 порти е 960 м, а между вторите – 750 м.

### Дворове
Забраненият град формално се дели на външен и вътрешен двор. Външният двор (外朝; Wàizhāo – Уайчао) e разположен в южната част на комплекса и включва административните сгради, а вътрешният (内廷; Nèitíng – Нейтин) се намира в северната част и включва жилищните помещения.
| A. Южната (Медианова) порта Б. Портата на бойния дух В. Западна порта на славата Г. Източна порта на славата Д. Наблюдателни кули Е. Порта на висшата хармония Ж. Зала на висшата хармония З. Зала на пълната хармония И. Зала на съхранената хармония К. Зала на военната слава Л. Залата на литературната слава | М. Зала за поклонение пред Буда Н. Южните три места О. Дворец на небесната чистота П. Зала на единството Р. Дворец на земното спокойствие С. Зала на императорския ред Т. Залата на умственото развитие У. Зала на императорското превъзходство |

Външен двор
Южната порта („А“) има 5 свода – 3 централни и 2 странични, водещи до голям площад. През централната арка с малки изключения имал право да минава само императорът. Барабани и камбани зазвучавали при всяко преминаване на Сина на небето. През площада се вие Златната река, като тук изкуственият воден канал има формата на лък, а над него се преминава през един от петте мраморни моста.
Следва Портата на висшата хармония („Е“; 太和門; Tàihémén – Тайхъмън). Нейният вход е „охраняван“ от редица бронзови лъвове и дракони и води до най-големия площад в Забранения град – Шъ Дзъ, с капацитет да побере 100 000 души.
Издигната на триетажна мраморна тераса, централно място на площада заема Залата на висшата хармония („Ж“; 太和殿; Tàihédiàn – Тайхъдиен). Тя е най-голямата зала в комплекса и смятана от китайците за център на света. Използвана е при коронации, сватби, честване рождения ден на императора и посрещане на Нова година. В нея се намира Тронът на дракона, от който императорът управлявал Китай.
На север по „Пътя на дракона“ се достига до Залата на пълната хармония („З“; 中和殿; Zhōnghédiàn – Джунхъдиен). В нея императорът си почивал или се подготвял преди и по време на церемонии. Зад нея се намира Залата на съхранената хармония („И“; 保和殿; Bǎohédiàn – Баохъдиен), в която, освен аудиенции с чуждестранни пратеници, се организирали празненства и се провеждали държавни изпити за висши чиновници.
В югозападната част на вътрешния двор се намира Залата на военната слава („К“; 武英殿; Wǔ Yīngdiàn – У индиен), а на югоизток – Залата на литературната слава „Л“ (Уънхуадиен).
На североизток са Южните три места („Н“; 南三所; „Nánsānsuǒ“ – Нансансуо) – резиденцията на престолонаследника. В целия град само там покривите на сградите са със зелен цвят, защото зеленото за китайците е символ на растежа.
Вътрешен двор
Вътрешният двор включва група от 3 зали, множество по-малки сгради, жилищата на хилядите слуги, евнуси и наложници, храмове, библиотеки, театри, павилиони, градини, алпинеуми и басейни. Императорът живеел и работел изключително във вътрешния двор, външният се използвал само за церемониални цели.
На север от Портата на небесната чистота се намира Дворецът на небесната чистота („О“; 乾清宫; Qiánqīng gōng – Циенцингун). Там се помещавали покоите на императора. Най-голямата от залите във вътрешния двор се издига върху мраморна тераса, разделена е на 9 стаи с по 2 нива, с общо 27 легла. От съображения за сигурност всяка нощ императорът избирал на случаен принцип някое от тези легла.
Най-северната от 3-те основни зали – Дворецът на земното спокойствие („Р“; 坤宁宫; Kūn níng gōng – Кун нин гун) е бивша резиденция на императрицата. Между тях е разположена Залата на единството („П“; 交泰殿; Jiāotàidiàn – Дзяотайдиен), символизираща единението на императорската двойка. Използвана е при провеждане на церемонии и празненства.
Залата на императорския ред („С“) заема централно място в Императорската градина (御花园; Yù huāyuán – Ю хуаюен). Градината е с правоъгълна форма и обхваща около 12 хил. м2. На всеки от нейните 4 ъгъла има павилиони, символизиращи 4-те сезона.
На запад се намира Залата за поклонение пред Буда („М“; 养心殿; Yǎngxīndiàn – Янсиндиен). Религията е важна част от живота на императорския двор. Наред с будизма значение има и даоизмът (храм в императорската градина и друг в централната част на вътрешния двор). Друга форма на преобладаваща религия по време на династията Цин е тибетският будизъм или ламаизъм.
Северно от нея е разположена Залата на умственото развитие („Т“; 養心殿; Yǎngxīndiàn – Янсиндиен), в която е работил императорът, а около нея са сградите на Великия съвет и други държавни органи.
Залата на императорското превъзходство („У“) (宁寿宫; Níng Shòugōng – Нин шоугун) е южен комплекс, умалено копие на Забранения град, който първоначално носи името Дворец на тихото дълголетие, а след реконструкция през 1772 г. е преименуван. На юг от Портата на императорското превъзходство се вижда Стената на деветте дракона, а на запад – Залата на веселото дълголетие и езерото Кунмин.

## Околност
Забраненият град е заобиколен от три страни с императорски градини. На север е паркът Дзиншан (景山公园; Jǐngshāngōngyuán). Този висок 45,7 м хълм е изкуствено създаден от изхвърлената почва при строежа на крепостния ров и близките дворци.
На югозапад се намира паркът Джуннанхай (中南海; Zhōngnánhǎi). Комплексът включва градина, 2 езера (Централно море и Южно море) и сгради, където понастоящем е седалището на Комунистическата партия и Държавния съвет на Народна република Китай.
На северозапад е паркът Бейхай (北海公园; Běihǎi Gōngyuán). Намиращото се в центъра му езеро Северно море и другите 2 езера са част от проект за напояване. В парка се намира и друг символ на императорската власт – Стената на деветте дракона (九龍壁; Jiulongbi). Построена през 1756 г., тя представлява облицована с керамични плочки кирпичена стена, 21 м дълга, 2 м широка и 15 м висока. Композицията включва общо 635 изображения на дракони.
Южно от Забранения град са храмовете – Имперско светилище на семейството (китайски: 太庙; пинин: Tàimiào; транскрипция: Таймяо) и Имперско светилище на държавата (китайски: 太社稷; пинин: Tàishèjì; транскрипция: Тайшъдзи)
На юг, покрай главната ос север-юг, се намират 2 почти еднакви последователни порти – Портата на Небесното спокойствие (天安门; Tiānānmén – Тиенанмън), която отделя комплекса от площад Тиенанмън, и Правата порта (端门; Duānmén; – Дуанмън).